# 三田市立富士小学校
三田市立富士小学校（さんだしりつ ふじしょうがっこう）は、兵庫県三田市富士が丘に所在する公立小学校。

## 通学区域
三田市のうち、富士が丘一丁目、富士が丘二丁目、富士が丘三丁目、富士が丘四丁目、富士が丘五丁目、富士が丘六丁目、池尻区、上深田区
全域が三田市立富士中学校の校区内に含まれる。

## 通学区域が隣接している学校
- 三田市立弥生小学校
- 三田市立武庫小学校
- 三田市立三田小学校
- 三田市立松が丘小学校
- 三田市立すずかけ台小学校
- 三田市立あかしあ台小学校
- 三田市立ゆりのき台小学校
- 三田市立学園小学校
- 神戸市立長尾小学校